# Rana (tyg)

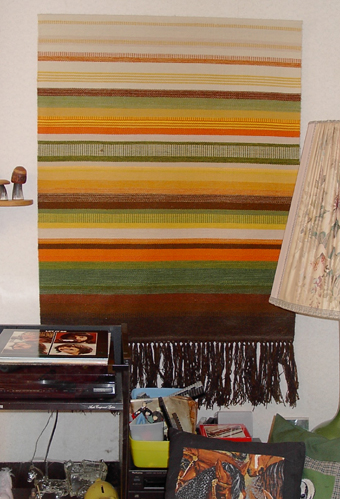
En rana, i tuskaft med ull.

En rana är tyg av tjock eller tunn kvalitet, ursprungligen hemmahörande inom samisk och tornedalsk kultur. De har ursprungligen varit brukade som täcken, och tillverkades främst av nordnorska sjösamer, som även sålde dem till flyttsamer[förklaring behövs] att användas som kåtaduk. I Västerbotten och Norrbotten används termen rana även om tunnare täcken av icke samiskt ursprung.
Numera tillverkas ranor främst för att hängas på en vägg som en väggbonad, likt en tavla. Ranan kan vara mönstrad eller enfärgad (sällsynt). Traditionellt vanligt med ranor vävda i ull. Mönstringen är inte så omfattande att ranan övergår att kallas bildväv. En smal rana kallas också vepa.
Ordet härstammar ur finska ordet raanu som enligt NE kommer av det samiska ratnu. Det var, enligt NE, en specialitet för nordnorska sjösamer att väva ranor och de kunde tillverkas med de tidiga varptyngda vävstolarna.
I Västerbotten och Norrbotten avsågs med rana både de yllevävar som användes till väggbonader och den väv som användes till täcken som vävdes i liggande varp (möjligen från golvvävstolens tillkomst).